# トニー (パチスロライター)
トニーは日本の男性パチスロライター。所属は「パチマガスロマガ」。

## 人物
「バジリスク絆シリーズ」をこよなく愛し、「パチマガスロマガ」の機種攻略を担当する「スロマガ攻略軍団」の副軍団長という肩書も持つ実力派。帽子がトレードマーク。パチスロ全般に対する幅広い知識と、わかりやすい機種解説が魅力で、お気に入りの「バジリスク絆」と「SLOT魔法少女まどか☆マギカシリーズ」に関しては知識量、稼働量、実戦歴などもトップクラス。パチスロのスタイルはガチだが、性格は穏やかな天然オトボケキャラで、同じく「パチマガスロマガ」に所属する松本バッチやレビンにいじられる姿もおなじみ。浅草育ちということもあり、プライベートでは「祭り好き」というのも有名。

## 連載
トニーの旬台イッキ呑み! - パチマガスロマガFREE

## 主な出演番組
黄昏☆びんびん物語 - パチンコ★パチスロTV!